# Nicco
Nicco (bürgerlich Nick Constantine Maniatty) ist ein US-amerikanischer Sänger und Songwriter, der durch Zusammenarbeit mit Darius & Finlay bekannt wurde.

## Werdegang

### Leben und Musikalische Anfänge
Nicco wurde schon im Alter von zehn Jahren, als er mit seiner Familie in St. John, US Virgin Islands lebte, stark von Reggae-Musik beeinflusst. Durch Myspace wurden Nicco zum ersten Mal an die europäische Dance-Electro-Szene gebracht. Er trat zusammen mit verschiedenen Hobby-DJs in vielen Nightclubs auf und bekam er zahlreiche Fans und arbeitete kurz darauf auch schon an eigenen Songs.

### Musikalischer Durchbruch
Im Jahre 2008 wurde der polnische DJ und Produzent Robert M auf ihn aufmerksam und nahm mit ihm die beiden Songs Can’t Slow Down, der zu Nicco erster offiziellen Single wurde, und etwas später Dancehall Track auf. Jedoch wurden beide Singles eher zu kleineren Erfolgen. Am 2. Januar 2009 erschien die Single When We Dance von ihm, dem aus Miami Beach stammenden DJ Pedro und Stephan M*, auch diese konnte keine Chartplatzierungen erreichen.
Seit Frühjahr 2009 folgten zahllose Kooperation mit dem DJ-Duo Darius & Finlay, mit denen er seine ersten großen Erfolge hatte. Populäre Songs wie Do It All Night, Rock to the Beat, Till Morning oder Hold On, die es auch in den Österreichischen und deutschen Singlecharts in die obere Charthälfte schafften, erschienen. Am Ende des Jahres 2010 stand der Song Rock to the Beat auf Platz 2 der Dance-Jahrescharts.
2011 veröffentlichte er seine erste eigene Single Downpour, die es allerdings nicht in die Charts schaffte. Auch mit Darius & Finlay erhielt Nicco für die Single Destination den Award meistgespielten Song des Jahres 2009 und waren nominiert für die Österreichischen Awards Best Artist 2010 und Best New Comer 2010. Nicco alleine erhielt eine Auszeichnung für Best Vocalist 2010 in Polen.

### 2012-heute: Plattenvertrag mit Sony Music
Er arbeitet mittlerweile bei dem Label Sony Music in der Kategorie Kommerzieller Pop/Dance-Widget für Mainstream.
Am 11. Mai 2012 erschien eine 2k12 (Neuaufnahme im Jahr 2012) Version des Songs Do It All Night. Bei dieser Version wurden neue Sounds und ein Rappart von Carlprit eingebaut. Do It All Night 2k12 stieg in Deutschland auf Platz 34, in Österreich auf Platz 21 und in der Schweiz auf Platz 14 in die Charts ein. Nur eine Woche später, am 18. Mai 2012 erschien der Song Party Shaker, den er mit dem deutschen Dance-Projekt R.I.O. aufnahm. Bereits nach wenigen Stunden erreichte die Single Platz 3 in den iTunes-Charts. Zudem stieg der Song in Deutschland, Österreich und der Schweiz in die Top-10 der Single-Charts ein. 2013 wurde das offizielle Musikvideo als meistangeklicktes deutsches Musikvideo aller Zeiten anerkannt.
Später im Jahre 2012 erschien eine weitere Single mit Darius & Finlay, sie trägt den Titel Get Up und stieg bis auf Platz 84 in Deutschland und in Österreich sogar bis in die Top-10 der Hitparade. In der Schweiz wurde keine Platzierung erreicht. Ebenfalls im Oktober erschien in Zusammenarbeit mit Tom Mountain die Single Run It Back, die in allen Dance Charts Top 10 war und innerhalb kurzer Zeit über eine Million Views bei Youtube hatte.
Im Sommer 2013 erschien Darius & Finlays Album Summer Is Here auf dem er, meistens in Zusammenarbeit mit Jai Matt, mehrere Songs sang. Daraus wurde unter anderem der von ihm gesungene Song Get Away ausgekoppelt, der ein Hit in Deutschland und Österreich wurde. Ebenfalls zusammen mit Jai Matt und dem DJ L.A.R.5 veröffentlichte er am 2. August 2013 den Titel Jump This Party und zusammen mit Ribellu den Song Ibiza. Ende August 2013 erschien der Titel Into the Light, in Zusammenarbeit mit dem Rapper Dank über die Plattenlabel Planet Punk Music und RLS Productions. Das offizielle Musikvideo erschien bereits im Mai 2013. Bekannt ist von diesem Song, insbesondere eine Hands-Up-Version, die beispielsweise auf Kompilationen wie Future-Trance vorhanden ist.
Anfang September 2013 veröffentlichte Nicco das Musikvideo seines neuen Songs Baila, der vom DJ und Produzenten Kriss Raize produziert wurde. 2014 erschien der Track Rockstars. Der Track wurde mit den Hands-Up-DJs DJ Gollum und Empire One aufgenommen, jedoch lässt sich das Lied vielmehr in das Genre Melbourne Bounce einordnen, was viele Fans vorerst kritisierten. Parallel zur Singleveröffentlichung erschien aber auch eine von DJ Gollum und Empire One produzierte Hands-Up-Version. Des Weiteren wurde auf vielen Samplers wie zum Beispiel Club Sounds oder Urban Dance eine Version des House-DJs Max K. verwendet. Im November 2014 folgte die Single Remember mit dem deutschen DJ und Produzenten Chris Deelay.
Nachdem seit Sommer 2014 keine gemeinsame Single mit Darius & Finlay erschien, veröffentlichten sie im April 2015 zusammen das Lied Firestarter. Der Progressive-House-Song stieg bereits kurz nach Veröffentlichung hoch in die österreichischen iTunes-Charts ein. Neben der Originals-Version war auch ein Remix des DJs Selecta, der bereits einen erfolgreichen Mix des Tracks Destination produzierte, zu finden.

## Diskografie

### Singles
| Jahr | Titel Album                                         | Höchstplatzierung, Gesamtwochen, AuszeichnungChartplatzierungen (Jahr, Titel, Album, Platzierungen, Wochen, Auszeichnungen, Anmerkungen) | Höchstplatzierung, Gesamtwochen, AuszeichnungChartplatzierungen (Jahr, Titel, Album, Platzierungen, Wochen, Auszeichnungen, Anmerkungen) | Höchstplatzierung, Gesamtwochen, AuszeichnungChartplatzierungen (Jahr, Titel, Album, Platzierungen, Wochen, Auszeichnungen, Anmerkungen) | Anmerkungen                                                              |
| Jahr | Titel Album                                         | DE | AT | CH | Anmerkungen                                                              |
| ---- | --------------------------------------------------- | --- | --- | --- | ------------------------------------------------------------------------ |
| 2009 | Destination Do It All Night Vol. 1                  | — | AT53 (7 Wo.)AT | — | Erstveröffentlichung: 24. April 2009 mit Darius & Finlay                 |
| 2009 | Do It All Night Do It All Night Vol. 1              | DE85 (1 Wo.)DE | AT34 (23 Wo.)AT | — | Erstveröffentlichung: 11. Dezember 2009 mit Darius & Finlay              |
| 2010 | Rock to the Beat Do It All Night Vol. 1             | DE28 (15 Wo.)DE | AT14 (24 Wo.)AT | — | Erstveröffentlichung: 22. Januar 2010 mit Darius & Finlay                |
| 2010 | Hold On Do It All Night Vol. 1                      | DE43 (4 Wo.)DE | AT20 (12 Wo.)AT | — | Erstveröffentlichung: 30. Juli 2010 mit Darius & Finlay                  |
| 2011 | Till Morning Do It All Night Vol. 2                 | DE70 (3 Wo.)DE | AT53 (2 Wo.)AT | — | Erstveröffentlichung: 18. Februar 2011 mit Darius & Finlay               |
| 2012 | Do It All Night 2k12                                | DE34 (3 Wo.)DE | AT21 (8 Wo.)AT | CH11 (6 Wo.)CH | Erstveröffentlichung: 11. Mai 2012 mit Darius & Finlay & Carlprit        |
| 2012 | Party Shaker Turn This Club Around (Deluxe Edition) | DE10 Gold · (20 Wo.)DE | AT10 (24 Wo.)AT | CH6 (23 Wo.)CH | Erstveröffentlichung: 18. Mai 2012 mit R.I.O.                            |
| 2012 | Get Up                                              | DE84 (1 Wo.)DE | AT10 (6 Wo.)AT | — | Erstveröffentlichung: 3. Oktober 2012 mit Darius & Finlay                |
| 2013 | Tonight Hands Up Forever                            | — | AT58 (1 Wo.)AT | — | Erstveröffentlichung: Mai 2013 mit Manian                                |
| 2013 | Get Away Summer Is Here                             | DE71 (1 Wo.)DE | AT22 (4 Wo.)AT | — | Erstveröffentlichung: 16. August 2013 mit Darius & Finlay feat. Jai Matt |
| 2015 | Firestarter                                         | — | AT24 (5 Wo.)AT | — | Erstveröffentlichung: 24. April 2015 mit Darius & Finlay                 |

### Weitere Veröffentlichungen
| Jahr | Titel Album                                              | Anmerkungen                                                           |
| ---- | -------------------------------------------------------- | --------------------------------------------------------------------- |
| 2008 | Can’t Slow Down Can’t Slow Down – EP                     | Erstveröffentlichung: 16. Dezember 2008 mit Robert M                  |
| 2009 | When We Dance Musiza Diaz Senorita                       | Erstveröffentlichung: 2. Januar 2009 mit DJ Pedro & Stephan M*        |
| 2009 | Destination Musiza Diaz Senorita                         | Erstveröffentlichung: 25. August 2009 mit The Rudenko Project         |
| 2009 | Can’t Slow Down Hands Up Heroes                          | Erstveröffentlichung: 23. Oktober 2009 mit Bastian Bates              |
| 2010 | Dance Hall Track Track One Recordings                    | Erstveröffentlichung: 29. Januar 2009 mit Robert M                    |
| 2010 | Dance Hall Track                                         | Erstveröffentlichung: 26. Februar 2010 mit Tom Mountain & Play Mate   |
| 2011 | Downpour Do It All Night Vol. 2                          | Erstveröffentlichung: 5. August 2011                                  |
| 2012 | Run It Back We Love Dance                                | Erstveröffentlichung: 8. Oktober 2012 mit Tom Mountain                |
| 2013 | Ibiza                                                    | Erstveröffentlichung: 26. Juli 2013 feat. Ribellu                     |
| 2013 | Jump This Party                                          | Erstveröffentlichung: 2. August 2013 mit L.A.R.5 & Jai Matt           |
| 2013 | Into the Light                                           | Erstveröffentlichung: 23. August 2013 feat. Dank                      |
| 2013 | Baila                                                    | Erstveröffentlichung: 30. September 2013 prod. by Kriss Raize         |
| 2013 | Body Move (Jump)                                         | Erstveröffentlichung: 1. November 2014 mit DJ Kuba & Ne!tan           |
| 2014 | Rockstars                                                | Erstveröffentlichung: 1. August 2014 mit DJ Gollum & Empyre one       |
| 2014 | Remember                                                 | Erstveröffentlichung: 16. Oktober 2014 mit Chris Deelay               |
| 2015 | We Turn It Up                                            | Erstveröffentlichung: 15. Oktober 2015 mit Deeci                      |
| 2016 | Together Forever (Easter Rave Hymn 2k16)                 | Erstveröffentlichung: 11. März 2016 mit DJ Gollum Feat. DJ Cap        |
| 2016 | Together Forever (Easter Rave Hymn 2k16) (Remix Edition) | Erstveröffentlichung: 15. April 2016 mit DJ Gollum Feat. DJ Cap       |
| 2016 | Roll It                                                  | Erstveröffentlichung: 15. Oktober 2016 mit Fevah                      |
| 2016 | Gunned Down                                              | Erstveröffentlichung: 18. November 2016 mit Solid & Sound             |
| 2017 | Wasted                                                   | Erstveröffentlichung: 7. Juli 2017 mit Jai Matt & Erik Ness           |
| 2017 | Europe                                                   | Erstveröffentlichung: 11. August 2017 mit Bodybangers & Victoria Kern |
| 2018 | Badder Than Bad                                          | Erstveröffentlichung: 2. Februar 2018 mit Solid&Sound                 |
| 2018 | With You                                                 | Erstveröffentlichung: 18. November 2018 mit Semitoo                   |